# Bharani
Bharani (dewanagari भरणी, trl. bharanī) – nakszatra, rezydencja księżycowa; w całości zawiera się w znaku Byka.
Symbolicznie Bharani (kogut) bywa przedstawiana zamiennie jako:
- gliniane naczynie
- ognisko
- łono[1].